# Пришиб (Днепропетровская область)
Пришиб (укр. Пришиб) — село,
Дебальцевский сельский совет,
Васильковский район,
Днепропетровская область,
Украина.
Код КОАТУУ — 1220784113. Население по переписи 2001 года составляло 88 человек.

## Географическое положение
Село Пришиб находится на левом берегу реки Волчья,
ниже по течению на расстоянии в 3 км расположено село Луговое.